# 川崎宿

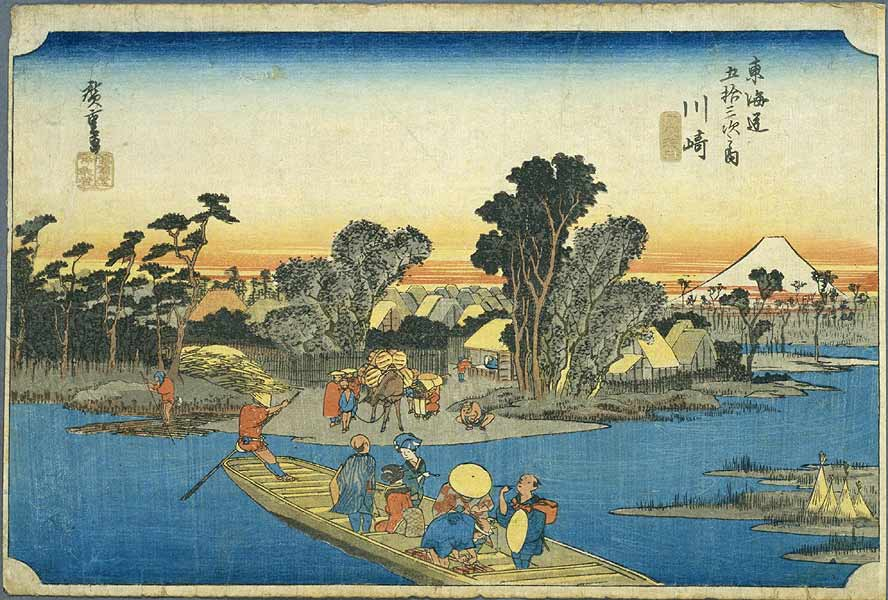
「川崎 六鄉渡舟」
歌川廣重所繪浮世繪圖集《東海道五十三次》其中的一幅，描寫民眾搭乘渡船穿過六鄉川至川崎，參拜當地香火鼎盛的寺院川崎大師。

川崎宿（日语：川崎宿）是日本江戶時代的驛道——東海道沿線的宿場之一，排行東海道五十三次的第二宿。宿場位於武藏國橘樹郡川崎領境內（大致位於今日神奈川縣川崎市川崎區）。

## 簡介
相對於東海道沿線的其他宿場，由代官頭長谷川長綱在1623年（元和9年）所設置的川崎宿，足足比其他在1601年（慶長6年）設置的宿場晚了22年。當時是為了減輕品川至神奈川兩宿之間傳馬（在宿驛傳馬制度中擔任訊息遞送工作的馬匹）之負擔，而在中途追加設置川崎宿。整個宿場的範圍是由小土呂、砂子、新宿、久根崎四個村子所構成。
川崎宿的宿場街座落在今日的京急川崎與八丁畷之間的本町通上，整個宿場共有三個本陣，分別是被稱為上之本陣的佐藤本陣、被稱為下之本陣的田中本陣，與夾在上下兩本陣之間的中之本陣、惣兵衛本陣。其中佐藤本陣也是1890年誕生的詩人佐藤惣之助的出生地。
由於川崎宿地近真言宗寺院川崎大師（正式名稱是「平間寺」），因此前往鄰近地區參拜的香客頗盛。位於六鄉川（多摩川下游河段）對岸的旅客必須在矢口渡與丸子渡利用渡船過河才能抵達目的地，在歌川廣重描繪東海道沿線風情的浮世繪作品《東海道五十三次》中，就是以此情景（篇名「六鄉渡舟」） 作為描繪川崎宿的題材。

## 鄰近宿場
品川宿 - 川崎宿 - 神奈川宿